# Michael Kammen
Michael Gedaliah Kammen (25 octobre 1936 – 29 novembre 2013) est un historien américain. Professeur d'histoire culturelle américaine à l'université Cornell, il obtient le prix Pulitzer d'histoire en 1973 pour son ouvrage People of Paradox: An Inquiry Concerning the Origins of American Civilization.

## Biographie
Michael Kammen naît le 25 octobre 1936 à Rochester dans l’État de New York, et grandit dans la région autour de Washington. Il fait ses études à l'université George Washington et à l'université Harvard, où il obtient son doctorat en 1964, sous la direction de Bernard Bailyn. Il enseigne ensuite à Cornell, où il reste jusqu'à sa retraite académique en 2008. Il est d'abord connu pour ses études sur la colonisation américaine, puis s'intéresse plus largement à l'histoire culturelle, juridique et sociale des États-Unis, aux XIXe et XXe siècles.
Son ouvrage People of Paradox: An Inquiry Concerning the Origins of American Civilization, publié en 1972, remporte le prix Pulitzer d'histoire en 1973. Son ouvrage, A Machine That Would Go of Itself: The Constitution in American Culture, publié en 1986, a remporté le prix Francis Parkman, et le prix Henry Adams. Dans ce travail, Michael Kammen étudie l'évolution des conceptions des américains sur leur constitution, à travers le temps.
Michael Kammen est président de l'Organization of American Historians en 1995 - 1996. Il est élu membre de l'American Antiquarian Society en 1975.
Il meurt le 29 novembre 2013 à Ithaca.
Il est le père de Daniel Kammen (en), professeur émérite à Berkeley.

## Publications
- People of Paradox: An Inquiry Concerning the Origins of American Civilization, New York, Knopf, 1972
- Colonial New York: A History. Millwood, NJ: K+O Press, 1975.  (ISBN 0-19-510779-9)
- The Origins of the American Constitution: A Documentary History. New York: Penguin Books, 1986.  (ISBN 0-14-008744-3)
- A Machine That Would Go of Itself: The Constitution in American Culture (1986)
- A Season of Youth: The American Revolution in the Historical Imagination (1988)
- Mystic Chords of Memory: The Transformation of Tradition in American Culture (1991)
- Contested Values: Democracy and Diversity in American Culture (1995)
- In The Past Lane: Historical Perspectives on American Culture (1997)
- American Culture, American Tastes: Social Change and the 20th Century (1999)
- A Time to Every Purpose: The Four Seasons in American Culture (2004)
- Digging Up the Dead: A History of Notable American Reburials (2010)  (ISBN 978-0-226-42329-6)